# Un professore
Un professore es una serie de televisión italiana emitida en prime time por Rai 1 desde el 11 de noviembre de 2021.
Un professore se basa en parte en el formato de la serie catalana Merlí. Está dirigida por Alessandro D'Alatri en la primera temporada, por Alessandro Casale en la segunda temporada y por Andrea Rebuzzi en la tercera temporada, producida por Rai Fiction en colaboración con Banijay Studios Italyy protagonizada por Alessandro Gassmann.

## Argumento
Primera temporada
Dante Balestra es el nuevo profesor de filosofía del instituto científico Leonardo Da Vinci de Roma, adonde ha vuelto tras ocho años de ausencia para estar con su hijo Simone, ahora que Floriana, su ex mujer, se muda a Glasgow. Encantador y poco convencional, el profesor toma clase en el Liceo Leonardo Da Vinci, donde aplica su método de enseñanza inconformista y establece una relación muy especial con sus alumnos, incluida la propia Simone. Pero su forma de ser pronto le lleva a confundir la vida privada con la profesional y el regreso del pasado de Anita, una vieja conocida suya y madre de Manuel, la «oveja negra» de la clase, complica aún más las cosas.
Segunda temporada
El profesor Dante Balestra se convierte en una presencia indispensable en la vida de sus alumnos, incluido su hijo Simone. El corazón palpitante de la serie sigue siendo el instituto Leonardo Da Vinci, con la clase a la que asisten Simone y Manuel (el hijo de Anita), donde Dante, con su habitual estilo inconformista e ingenioso, utiliza la filosofía para ayudar a los chicos a resolver sus problemas, incluyendo complicadas relaciones amorosas, padres entrometidos, ensoñaciones y esperanzas frustradas.
En medio del alegre caos de la clase, los chicos que conocemos (Luna, Matteo, Laura), pero también caras nuevas, como Nina, una chica de origen polaco que esconde una complicada trayectoria vital, Rayan, un prometedor futbolista llegado de África más interesado en el fútbol que en los estudios, Viola, una chica discapacitada de carácter imposible, y por último Mimmo, un antiguo alumno de Dante que acabó en la cárcel de menores, a quien el profesor ha conseguido internar en la biblioteca Leonardo Da Vinci en régimen de semilibertad.

### Tercera temporada
Es el último año de secundaria para la clase 5°B y, a medida que se acercan los exámenes finales, todos intentan entender qué hacer con su futuro. El profesor Balestra sigue presente, guiado por la filosofía, pero su vida sigue siendo un gran caos: obligado a mudarse con su hijo Simone a casa de la nonna Virginia, Dante debe enfrentarse a un hijo enfadado, una historia de amor nunca realmente terminada y un pasado que vuelve a tocar su puerta en forma de Leone, exalumno y ahora colega, que trae consigo un misterio relacionado con Alba, una exalumna con una vida difícil. Además de Anita, la nueva profesora suplente de inglés, también llega Irene, la nueva directora y madre de Greta, una adolescente rebelde. Junto a los recién llegados Thomas y Zeno, Irene alterará el equilibrio de la clase y se unirá al viaje hacia la graduación de Viola, Nina, Matteo, Laura, Luna, Simone y Manuel.

## Episodios
| Temporada | Episodios | Emisión italiana |
| --------- | --------- | ---------------- |
| 1         | 12        | 2021             |
| 2         | 12        | 2023             |

## Personajes

### Protagonistas
- Dante Balestra (temporada 1 - en curso), interpretado por Alessandro Gassmann. Es el estrafalario profesor de filosofía del 3.ºB. Excéntrico y mujeriego, pero de buen corazón, cuida mucho de los chicos de su clase y no se amilana ante los casos más complicados. No mantiene una buena relación con su hijo Simone debido a su larga ausencia. En el final de la primera temporada, a causa de una foto encontrada por Simone, se ve obligado a revelar a su hijo un secreto estremecedor: Simone tenía un hermano gemelo, Jacopo, que murió de meningitis a los tres años. A pesar de la furiosa reacción inicial de Simone, los dos consiguen reconciliarse. En el transcurso de la segunda temporada, tiene que hacer frente no sólo a diversos problemas en su vida privada, sino también a un problema de salud causado por una malformación arterio-venosa. Ante los síntomas derivados de la enfermedad y los posibles riesgos psicológicos y motores de la intervención quirúrgica, Dante se ve obligado a elegir si someterse o no a la operación. Traiciona a Anita con Floriana, sólo para aclarar las cosas en el final de temporada.
- Anita Ferro (temporada 1 - en curso), interpretada por Claudia Pandolfi. Es la madre de Manuel, a quien Dante había conocido años antes en el hospital. Crio sola a su hijo; es una mujer dulce y algo melancólica. Gracias a sus experiencias en el extranjero, domina los idiomas. Entabla una relación con Dante y, en la segunda temporada, se instala temporalmente en Villa Balestra con su hijo Manuel. Tras el regreso de su antiguo amor, Nicola, comienza para ella un periodo de profunda confusión emocional, en el que traiciona a Dante con el propio Nicola. Más tarde se aclara con Dante y vuelve con él.
- Simone Balestra (temporada 1-en curso), interpretado por Nicolas Maupas. Es un alumno de la clase 3.ªB e hijo de Dante, con quien mantiene una relación difícil. En apariencia parece un chico tranquilo, pero en realidad es muy inseguro y está preocupado por descubrir nuevos aspectos de su vida y de sí mismo. Deja a Laura tras darse cuenta de que es gay y se enamora de Manuel, con quien comparte un beso y tener sexo con él la noche de su cumpleaños. Más tarde se convierte en su mejor amigo. Cuando descubre que tiene un hermano gemelo, Jacopo, intenta suicidarse, pero es rescatado por Manuel y Anita. En la segunda temporada, se enamora, correspondido, de Mimmo, que le defiende de un ataque homófobo. Ambos forjarán una profunda relación que más tarde desembocará en un romance. Sin embargo, se verá obligado a decir adiós cuando Mimmo entre en el programa de protección de testigos y tenga que cambiar de identidad y de ciudad. Cuando Dante tiene que someterse a una operación, se enfrenta al miedo de perderle, llegando incluso a emborracharse. Finalmente, sin embargo, se reconcilia con él tras el éxito de la operación.
- Manuel Ferro (temporada 1 - en curso), interpretado por Damiano Gavino. Es un alumno repetidor de 3.ªB, hijo de Anita. Es un chico complicado y problemático, pero dotado de una gran inteligencia y habilidad. Al principio de la serie está prometido a Chicca, a quien traiciona con la arquitecta Alice, por lo que ambos se pelean a menudo y deciden romper. Sbarra le involucra en actos vandálicos. Pronto se convierte en el mejor amigo de Simone, pero antes comparten un beso y tener sexo con él el día del cumpleaños de este último. En la segunda temporada, se compromete con Nina y se va a vivir con su madre Anita a Villa Balestra. Se entera de la verdad sobre su padre y descubre así que también es hermanastro de Viola. Aunque al principio Viola y él no se soportan, comienzan a acercarse y a tener una relación fraternal. Junto con Nina intenta huir a París con Lili, la hija de la muchacha, para que sus padres adoptivos no puedan encontrarla, pero el plan fracasa más tarde.
- Domenico 'Mimmo' Bruni (recurrente temporada 1, temporada 2 - en curso), interpretado por Domenico Cuomo. Es un joven recluso del Instituto Penal Juvenil de Nisida y antiguo alumno de Dante, al que está muy unido. Extrovertido y lleno de vida, conserva su dulzura hacia el prójimo a pesar de su pasado. En la segunda temporada es trasladado a Roma, donde obtiene la semilibertad y, gracias a Dante, empieza a trabajar como ayudante de bibliotecario en el Liceo Da Vinci. Allí conoce a Simone y le defiende de un ataque homófobo. Con el tiempo, forjarán una profunda relación, también a causa de una complicada situación a la que se enfrentarán juntos y que pone en peligro la seguridad de Mimmo. A partir de esta relación, los dos chicos comenzarán una romance. A cambio de su protección, Molosso obligará a Mimmo a trabajar para él, primero haciéndole cobrar el dinero de su protección y después involucrándole en un plan para asesinar a un hombre. Aterrorizado, Mimmo, espoleado por Simone, decidirá colaborar con la justicia, denunciando a Molosso y a sus secuaces. Sin embargo, como consecuencia de esta elección, que llevará a la detención de varios mafiosos, Mimmo será incluido en el programa de protección de testigos, con el consiguiente cambio de identidad y residencia, lo que le obligará a despedirse de Simone.
- Floriana (temporada 1 - en curso), interpretada por Christiane Filangieri. Es investigadora universitaria, madre de Simone y ex mujer de Dante. Tras los constantes engaños de Dante y, sobre todo, la muerte de uno de sus dos hijos, Jacopo, hermano gemelo de Simone, decide trasladarse a Glasgow. Simone se reunirá con ella durante un breve periodo de tiempo y allí ésta saldrá del clóset. En la segunda temporada, echando de menos a Simone, volverá a Villa Balestra por un tiempo. Durante su estancia se entera del problema de Dante e incluso intenta convencerle para que se opere. Más tarde comparten una noche de amor pero se dan cuenta de que fue un error y nunca volverán a estar juntos.
- Matteo (temporada 1 - en curso), interpretado por Davide Divetta. Es un estudiante de 3.º B. Considerado el payaso de la clase, tendrá un flirteo con Chicca. En la segunda temporada se enamorará de Laura, inicialmente no correspondido, sólo para compartir un beso con ella en el final de temporada.
- Laura (temporada 1 - en curso), interpretada por Elisa Cocco. Es una estudiante de 3.ºB. Es dulce, culta e inteligente, tanto que es la mejor de la clase. Es la mejor amiga de Luna y, al principio de la primera temporada, novia de Simone. Cuando Simone la deja, finge estar embarazada pero es desenmascarada. Más tarde le revela que es gay y que está enamorado de Manuel, por lo que ambos siguen siendo buenos amigos. Comienzan a enviarse correos electrónicos con un chico llamado The Pen y más tarde salen del armario ante Simone, arrepintiéndose, sin embargo, poco después y pidiéndole que olvide la noticia. Al final de la primera temporada descubre que The Pen es un compañero de clase suyo, Pin, y ambos se besarán. En la segunda temporada se entera de que Luna tiene una aventura con alguien que conoció por Internet y, presintiendo el peligro desde el principio, acude con ella a la cita para comprobar cómo está, alertando también a Dante que, junto a Simone y Manuel, salvará a Luna. Al final de la segunda temporada besará a Matteo.
- Luna (temporada 1 - en curso), interpretada por Luna Miriam Iansante. Es una estudiante de 3.ªB. Es una chica alegre y extrovertida pero muy insegura y la mejor amiga de Laura. Se enamorará de Matteo cuando descubra que él y Chicca se acostaron, esto la llevará a terminar su amistad con ella para luego volver a ser amigos. Se comprometerá con un chico que resultará ser el hijo del profesor Franco De Angelis para luego ser abandonada. En la segunda temporada se pone en contacto con un desconocido por internet y, durante su cita en directo, será víctima de un intento de agresión sexual pero será salvada por Dante, Simone y Manuel, avisados antes por Laura.
- Monica Altieri (1.ª temporada), interpretada por Beatrice De Mei. Es la nueva alumna de 3.ºB, ha cambiado de instituto por culpa de un exnovio opresor. Es una chica inteligente a la que le gusta leer, amable y educada. Se promete con Giulio.
- Giulio Palmieri (1.ª temporada), interpretado por Simone Casanica. Es un estudiante de 3.ªB, bastante tímido y reservado, y se le considera el más serio de la clase. Es hijo de un abogado rico. Con el tiempo, consigue abrirse y expresarse, superando incluso la opresión de su padre; mantiene una relación con Mónica.
- Chicca (1.ª temporada), interpretada por Francesca Colucci. Es una estudiante de 3.º B, excéntrica y enérgica, vivaz e inquieta y muy buena dibujando. Al principio es novia de Manuel, pero más tarde rompen y ella flirtea con Matteo. En la segunda temporada se revela que ha cambiado de escuela, eligiendo la de arte.
- Aureliano (1.ª temporada), interpretado por Davide Mirti. Es estudiante de 3.ºB e hijo de Cecilia. Es extrovertido, alegre y simpático. Se entromete entre Mónica y Giulio, intentando conquistarla en vano.
- Virginia Villa (temporada 1 - en curso), interpretada por Pia Engleberth. Es una antigua actriz de teatro, además de la madre de Dante y la abuela de Simone. Dirige un taller de teatro en el instituto Leonardo Da Vinci, junto con el profesor Lombardi. Vital, exuberante, a veces cómica y capaz de una gran calidez humana, no fue la madre ideal de Dante en su juventud, pero ahora es su confidente más asidua y afectuosa.
- Cecilia (1.ª temporada), interpretada por Francesca Cavallin. Es la madre de Aureliano y representante de sus padres. Separada de su marido, mantiene una breve relación con Dante.
- Giuseppe «Pin» Palombo (temporada 1), interpretado por Alessio De Lorenzi. Es un estudiante de 3.ºB que abandonó los estudios por sufrir acoso escolar y al que Dante intenta ayudar a superar sus inhibiciones. Resulta ser a quien Laura conocía como The Pen. En la segunda temporada se revela que se mudó a Siena con su madre.
- Rayan (temporada 2), interpretado por Khadim Faye. Es un chico africano, recién llegado a la clase de Dante. Le apasiona el fútbol y quiere convertirse en futbolista, en honor a una promesa que le hizo a su hermano, ya fallecido. Parece tomarse la vida a la ligera, pero esconde una gran profundidad. Se compromete con Viola.
- Nina Mazur (temporada 2 - en curso), interpretada por Margherita Aresti. Es la otra recién llegada de la clase, de origen polaco. Una chica despreocupada y amante de la lectura. Tiene una hija de dos años, Lilli, que le es arrebatada tras un episodio peligroso y entregada a unos padres de acogida. Se compromete con Manuel.
- Viola Brandi (temporada 2 - en curso), interpretada por Alice Lupparelli. Es la hija de Nicola y una chica muy testaruda. Discapacitada tras un accidente de coche, se ha encerrado en sí misma, haciendo una coraza de su viva inteligencia. Gracias a sus relaciones con sus nuevos compañeros de clase, especialmente Manuel y Rayan, emprenderá un camino de elaboración y aceptación de su discapacidad. Resulta ser la hermanastra de Manuel.
- Nicola Brandi (temporada 2 - en curso), interpretado por Thomas Trabacchi. Es un antiguo amor de Anita y el padre de Viola. Es un directivo de éxito y este trabajo le lleva a viajar mucho. Su regreso a Roma causará estragos tanto en la vida de Anita y Manuel como en la suya propia al descubrir que es el padre del niño.

### Personajes recurrentes
- Felice «Sbarra» Proietti (1.ª temporada), interpretado por Loris Loddi. Es un delincuente que dirige una chatarrería y una red de narcotráfico.
- «Zucca» (1.ª temporada), interpretado por Andrea Giannini. Es el secuaz de Sbarra.
- Ettore (1.ª temporada), interpretado por Paolo Conticini. Es un antiguo amor de Anita y, durante un tiempo, su jefe.
- Alice Torresi (1.ª temporada), interpretada por Margherita Laterza. Es una joven arquitecta de la que se enamora Manuel; está separada de su marido y tiene un hijo.
- Marina Girolami (temporada 1 - en curso), interpretada por Sara Cardinaletti. Es la profesora de matemáticas; tendrá un breve flirteo con Dante y luego sólo será su amiga. Apoyará a Luna tras el intento de violencia de la chica.
- Franco De Angelis (temporada 1 - en curso), interpretado por Giorgio Gobbi. Es el profesor italiano.
- Attilio Lombardi (temporada 1 - en curso), interpretado por Paolo Bessegato. Es el profesor de latín. Bastante cínico y severo, muy a menudo ofende y se burla de los chicos; encarna al profesor «a la antigua», más interesado en dispensar evaluaciones negativas y proponer fracasos que en la educación y el crecimiento de los chicos. Chocará varias veces con Dante, demostrando claramente que la enseñanza no es para él. Junto a Virginia dirigirá un taller de teatro dentro de la escuela.
- Agata Smeriglio (temporada 1 - 2), interpretada por Federica Cifola. Es la directora de la escuela y una vieja amiga de Dante.
- Irene Alessi (stagione 3), interpretada por Nicole Grimaudo. Es la nueva directora de la escuela.
- Lino Battaglia (temporada 1), interpretado por Andrea Preti. Es el profesor de educación física.
- Grazia Morelli (temporada 1 - en curso), interpretada por Francesca Romana De Martini. Es la profesora de arte y esposa de Franco De Angelis.
- Profesora Stagno (temporada 1 - en curso), interpretada por Francesca Farcomeni. Es la profesora de ciencias.
- Profesora Testa (temporada 1 - en curso), interpretada por Valentina Illuminati. Profesora de inglés.
- Egidio (temporada 1 - en curso), interpretado por Flavio Domenici. Es el conserje de la escuela.
- Pantera (temporada 1 - en curso), interpretado por Mirko Frezza. Es un policía anticrimen y amigo de Dante desde hace mucho tiempo.
- Molosso (2.ª temporada), interpretado por Pio Stellaccio. Compañero de celda de Mimmo. Obliga a Mimmo a cobrar el dinero de la protección, aprovechándose de la semilibertad del chico.
- Ernesto Poggi (2.ª temporada), interpretado por Andrea Verticchio. Es un matón de quinto curso que acaba en coma tras ser atacado por Mimmo, en el intento de éste de defender a Simone de un ataque homófobo.
- Lollo y Balbo (2.ª temporada), interpretados respectivamente por Michele Capuano y Gabriele Santolin. Otros dos matones de quinto curso y amigos de Ernesto Poggi.
- Fragoroso (2.ª temporada), interpretado por Riccardo Morgante. Es un amigo de Manuel que les ayuda a él y a Anita en su mudanza a casa de Dante. Tiene la extraña costumbre de levantar demasiado la voz mientras habla.
- Ardenzi (2.ª temporada), interpretado por Enzo Provenzano. Es el anciano propietario de la librería donde trabaja Anita.
- Elsa Paternò (2.ª temporada), interpretada por Chiara Ricci. Es médico y una vieja conocida de Dante. Es ella quien informa a este último de su malformación arteriovenosa.
- Sonia Ruffini (2.ª temporada), interpretada por Clio Cipolletta. Es la asistente social encargada de la hija de Nina.
- Palommo (2.ª temporada), interpretado por Simone Borrelli. Es el primo de confianza de Molosso a quien Mimmo ha detenido.

## Diferencias con Merlí
Aunque parcialmente inspirada en la serie catalana Merlí, Un Professore presenta varias diferencias respecto a la original
- En Merlí, Pol vive con su padre y su hermano Oscar en casa de la abuela. Manuel, el contrapunto italiano de Pol, vive con su madre Anita, mientras que la madre de Pol ha fallecido antes de que empiece la serie.
- En la versión italiana, Anita y Dante inician una relación sentimental, lo que no ocurre en Merlí. Como resultado, en la serie original no existe una sección en la que Pol se traslade a vivir con Merlí, mientras que Manuel y Anita se mudan a casa de Dante.
- Al final de Merlí, mediante un salto temporal, se revela que Pol y Bruno se casarán. En Un Professore, la relación entre Simone (el contrapunto italiano de Bruno) y Manuel se desarrolla como una sólida amistad fraternal, caracterizada por el apoyo mutuo.[6][7]
- En Merlí, Pol explora su bisexualidad, un aspecto que no está representado en la contraparte italiana, Manuel.
- La sexualidad de Mimmo no se explora explícitamente en la serie, dejando su orientación sexual indefinida; aunque inicia una relación con Simone, previamente ha mostrado interés por las chicas.
- En Merlí también hay un personaje llamado Nicola, pero mientras que en Un Professore es una vieja llama de Anita y el padre de Manuel, en la serie original es el chico italiano que Bruno conoce durante unas vacaciones y con quien vivirá en Italia por un tiempo.
- En la serie catalana, Pol y Bruno se separan temporalmente debido a que Pol se va a Tokio con su padre. En la versión italiana, son Simone y Mimmo los que se separan, debido a que Mimmo entra en el programa de protección de testigos.
- Los personajes de Luna y Laura están parcialmente inspirados en Tania Illa, la mejor amiga de Bruno. En Un Professore, la personalidad y apariencia de Tania se asignan a Luna, mientras que la amistad con Simone (una relación que precede su salida del armario) se representa a través de Laura. Al igual que Tania, Luna está enamorada de Matteo, el personaje inspirado en Marc Vilaseca.
- El triángulo amoroso entre Aureliano, Monica y Giulio se desarrolla más en Merlí a través de los personajes de Gerard, Monica y Joan. Este último comparte la situación familiar de Giulio, aunque sus acciones corresponden a las de Aureliano, ya que será él quien se interponga entre Monica y Gerard, y tendrá una relación con Monica, al igual que Giulio. En cambio, Gerard es hijo de Gina, una representante de los padres con quien Merlí tiene una relación, de manera similar a Dante con Cecilia, la madre de Aureliano. A diferencia de Dante, cuya breve relación con Cecilia solo está presente en la primera temporada. En Un Professore, todos estos personajes, incluida Cecilia, salen de la escena después de la primera temporada, mientras que permanecen durante toda la serie original.
- Pin, un chico que sufre de agorafobia a raíz del bullying, está inspirado en Ivan. A diferencia de Ivan, quien aparece a lo largo de la serie, Pin solo aparece en la primera temporada.
- Chicca cambia de escuela al final de la primera temporada para seguir su talento artístico. Esto no sucede con su contraparte catalana, Berta. Además, Berta finge estar embarazada cuando Pol la deja, mientras que en el remake, Laura hace lo mismo cuando Simone la deja, aunque Simone es el contrapunto de Bruno, no de Pol.
- Nina está inspirada en el personaje de Oksana. Sin embargo, a diferencia de Nina, quien pierde la custodia de su hija Lilli, Oksana cría a su hijo Nil con sus padres. Además, mientras que Nina inicia una relación con Manuel, Oksana se enamora de Oscar, el hermano de Pol.

## Producción
La serie está producida por Rai Fiction en colaboración con Banijay Studios Italia.
El rodaje de la primera temporada se llevó a cabo en Roma: algunas escenas se rodaron en Civitavecchia, en el balneario Grotta Aurelia y en el villaggio del fanciullo. Algunas escenas se rodaron en el interior del Museo de Anatomía Comparada «Giovanni Battista Grassi» de la Universidad de Roma «La Sapienza».
Tras el gran éxito de la primera temporada, la serie fue renovada por una segunda.
El rodaje de la segunda temporada comenzó en febrero de 2023 y finalizó en julio del mismo año, también en Roma. Gran parte del rodaje tuvo lugar en el barrio de Monti. La escuela donde enseña Dante es el Liceo Leonardo Da Vinci, mientras que la librería donde trabaja Anita es Libreria Panisperna 220.
El 22 de diciembre de 2023, la serie fue renovada por una tercera temporada, cuyo rodaje comenzó en febrero de 2025.
Recientemente se ha anunciado que Nicole Grimaudo, Dario Aita y Rita Castaldo se incorporarán al elenco de la tercera temporada.

## Distribución
La serie se emite en prime time en Rai 1: desde el 11 de noviembre de 2021 la primera temporada se emitió del 11 de noviembre al 16 de diciembre de 2021, mientras que la segunda temporada se emitió del 23 de noviembre al 21 de diciembre de 2023. Se ha afirmado que la tercera temporada se emitirá en 2025.

## Banda sonora
El tema musical de la serie es la canción Spazio tempo (Espacio-tiempo), cantada por Francesco Gabbani. En la segunda temporada, la canción Dammi un bacio ja' (Venga, dame un beso) de Leo Gassmann pasa a formar parte de la banda sonora.

## Premios
- Nastri d'argento - Grandes series
  - 2022 – Nastro d'argento Especial para Alessandro Gassmann[25]
  - 2024 – Mejor serie de televisión - Drama
  - 2024 – Nominación a la mejor actriz principal Claudia Pandolfi
  - 2024 – Nominación al mejor actor principal Thomas Trabacchi
- Ciak de oro Serie TV
  - 2024 – Mejor interpretación para público menor de 30 años a Nicolas Maupas[26]
  - 2024 – Nominación a la mejor interpretación para público menor de 30 años a Domenico Cuomo  y Margherita Aresti
  - 2024 – Nominación al mejor actor italiano a Alessandro Gassmann
  - 2024 – Nominación a la mejor serie para público menor de 30 años

### Otros Premios
- 2024 – Premio Biagio Agnes a la serie en la categoría Fiction.[27]
- 2024 – Premio Adolfo Celi a la serie.[28]
- 2024 – Nominado a los SIAE Music Awards en la categoría de Mejor Banda Sonora (Serie de TV y Serie de TV en Streaming).[29]